# Bernard Jacqueline

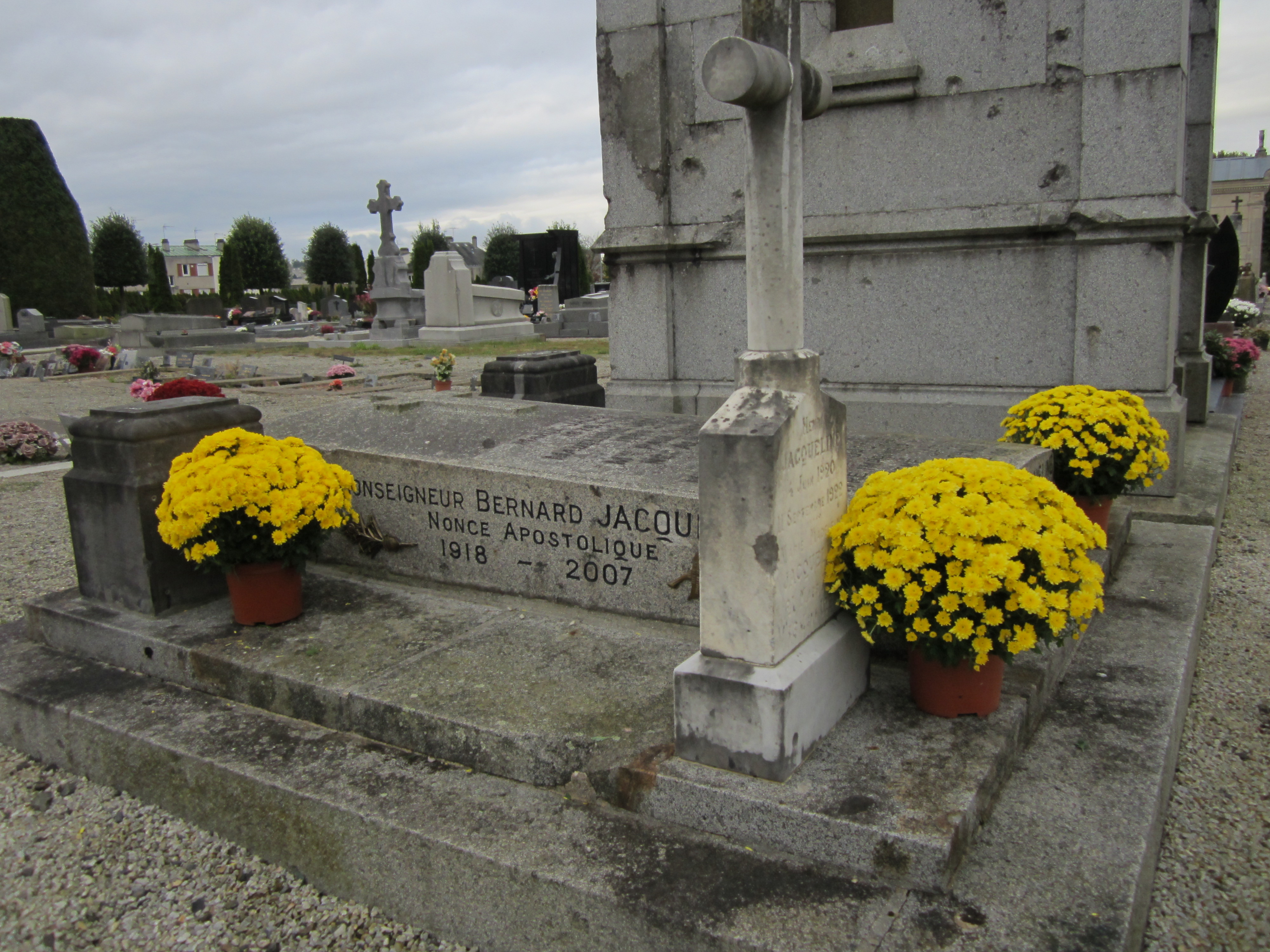
Tombe de Monseigneur Jacqueline.

Bernard Jacqueline, né le 18 mars 1918 à Saint-Lô dans la Manche et mort le 26 février 2007 également à Saint-Lô, est un prélat et historien normand, nonce apostolique au Maroc jusqu'en 1993.

## Biographie
Issu d'une dynastie d'imprimeurs saint-lois, au sein de laquelle il puise sa dilection pour l'histoire, Bernard Jacqueline étudie successivement à l'institut Saint-Lô d'Agneaux et au séminaire Saint-Sulpice de Paris. Il est ordonné prêtre pour le diocèse de Coutances le 12 mars 1944 en la cathédrale Notre-Dame de Paris.
À la Libération, son ministère paroissial dans son diocèse le conduit successivement au Mont-Saint-Michel (1944) – où il accueille les troupes alliées -, à Mortain (1945) et  Tourlaville (1946).
Il enseigne ensuite la philosophie à l'institut Saint-Paul de Cherbourg tout en desservant la paroisse de Gonneville (1947-1951). Il obtient entre-temps son doctorat en droit canonique à l'Institut catholique de Paris.
Appelé à Rome, il est aumônier du lycée Chateaubriand, chapelain de l'église Saint-Louis-des-Français et recteur de la chapelle Saint-Pierre-Fourier (1951-1961). Au sein de la curie romaine, il travaille à la Congrégation pour la Propagation de la Foi (devenue depuis Congrégation pour l'évangélisation des peuples) de 1961 à 1973 puis il devient sous-secrétaire du secrétariat pour les non-chrétiens (prédécesseur du Conseil pontifical pour le dialogue inter-religieux). Il obtient son doctorat ès lettres en 1971 en soutenant une thèse en Sorbonne sur Épiscopat et Papauté d'après saint Bernard de Clairvaux.
Il est nommé pro-nonce apostolique au Burundi le 24 avril 1982 avec le titre d'archevêque titulaire (ou in partibus) d'Abbir Maius. Il est consacré évêque par le cardinal secrétaire d'état Agostino Casaroli le 29 juin suivant en la basilique Saint-Pierre de Rome.
Il est ensuite pro-nonce apostolique au Maroc (en) auprès du roi Hassan II de 1986 à 1993.
Il est également postulateur de la cause de béatification de Charles de Foucauld et de Marthe Le Bouteiller. En 1989, il est élu membre correspondant de l'Académie des sciences morales et politiques.
Il prend sa retraite en 1993, et revient vivre à Saint-Lô. Il se consacre alors à l'histoire de sa ville natale et du département, tout en présidant la Société d'archéologie et d'histoire de la Manche, à laquelle il appartenait depuis 1937. Dès 1950, il avait traduit l'ouvrage La Bataille de Saint-Lô, récit de guerre écrit par un soldat américain. Il reçoit en 1987 le prix Cardinal Grente de l'Académie française.
Mgr Jacqueline est inhumé dans la sépulture familiale du cimetière de Saint-Lô.

## Hommage
La rue Monseigneur-Bernard-Jacqueline à Saint-Lô perpétue sa mémoire.

## Publications
- Épiscopat et papauté chez saint Bernard de Clairvaux, Sainte-Marguerite-d'Elle, éd. Henri Jacqueline, 1975, 360 p.
- Le Bienheureux Thomas Hélye, prêtre de Biville. Vie et miracles, Cherbourg, La Dépêche, 1985, 128 p. (en collaboration avec le chanoine Georges Hyernard.
- Publication intégrale des œuvres spirituelles du Père Charles de Foucauld, 1987 (Prix du   cardinal Grente).

## Distinctions
- Officier de la Légion d'honneur
- Grand cordon de l'ordre du Ouissam alaouite